# Ŧ
Ŧ, ŧ (Т со штрихом) — буква расширенной латиницы, используемая в северносаамском языке и языке саанич. 

## Использование
В алфавите северносаамского языка является 25-й буквой и обозначает глухой зубной щелевой согласный [θ].
Является 31-й буквой алфавита саанич и обозначает звук [s̪]; используется только заглавная буква.